# Tyfon (græsk mytologi)
 For alternative betydninger, se Tyfon. (Se også artikler, som begynder med Tyfon)
Tyfon (også kendt som Tyfaon, Tyfoeus eller Tyfos) er et af Gaias børn i den græske mytologi.
Efter Gaias børn Titanerne var overvundet af Olympens guder, kunne hun ikke finde sig til rette med de nye verdensherskere. Derfor skabte hun med Tartaros som fader, det kæmpemæssige uhyre – Tyfon, der var så stort, at dets hoved rørte ved stjernerne og kunne favne fra solopgang til solnedgang. Tyfons krop var besat med tusindvis af vinger, og som underkrop havde han hundrede slanger, der brølede som hundrede tyre.
Gaia fødte ham i en grotte i Kilikien, hvorefter han straks angreb guderne med flammer fra sit gab. Zeus kastede utallige lyn på Tyfon, som til sidst blev tvunget i knæ. Da Zeus nærmede sig for at give det dødsstødet, skar Tyfon hans knæhaser af og flygtede til en hule, hvor de blev gemt. Zeus var da nødt til at bede moirerne, de græske skæbnegudinder, om hjælp. De tilbød Tyfon en magisk urt, der kunne bevare hans styrke. Tyfon spiste af urten, der hed Kun-en-dag, og nu havde han beseglet sin skæbne. Hermes stjal Zeus' knæhaser tilbage, og nu fortsatte jagten efter Tyfon, der fløj verden rundt i mægtige spring. Da de kom til Sicilien, begravede Zeus det store uhyre under vulkanen Etna. Myten forklarer, at de lyn, som Zeus dræbte Tyfon med, stiger op af svælget.
Tyfon er fader til den ødelæggende storm.